# Är jag en korsets kämpe
Är jag en korsets kämpe är en psalm med engelsk originaltext Am I a soldier of the cross från 1723 av Isaac Watts. Psalmen har sex 4-radiga verser.
Melodin komponerad av William Augustus Ogden.

## Publicerad i
- The Church Hymn book 1872, i en engelsk version, som nr 1052 under rubriken "Tribulation. Affliction."
- Musik till Frälsningsarméns sångbok 1907 som nr 33
- Frälsningsarméns sångbok 1929 som nr 516 under rubriken "Strid och verksamhet - Under striden"
- Frälsningsarméns sångbok 1968 som nr 516 under rubriken "Kamp och seger".
- Frälsningsarméns sångbok 1990 som nr 663 under rubriken "Strid och kallelse till tjänst".